# Tresinaro
Il Tresinaro (Terṣnêra in dialetto reggiano, Traṣnêr nella variante dialettale montanara) è un torrente che scorre nella provincia di Reggio Emilia, affluente di sinistra del fiume Secchia.

## Percorso

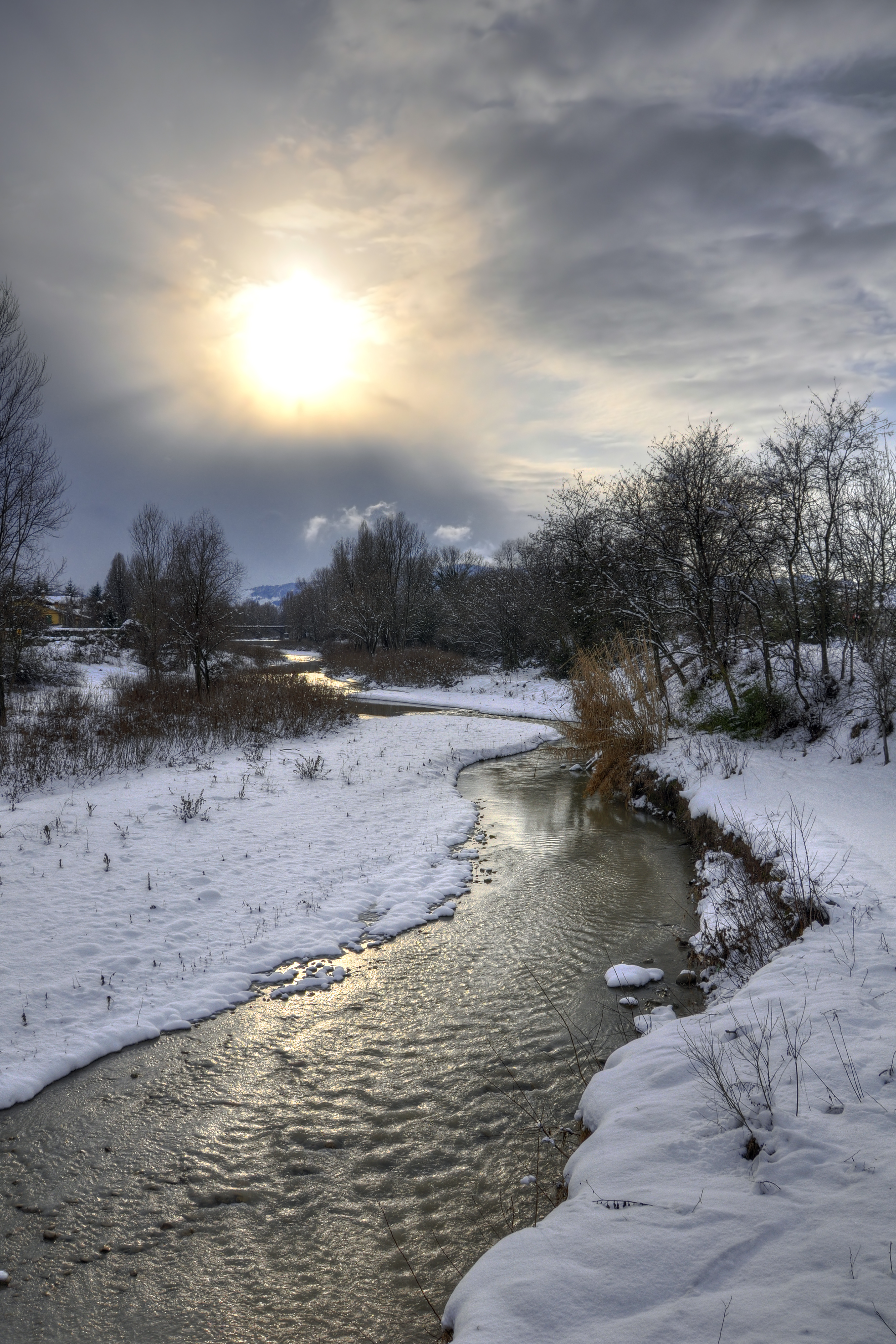
Il Tresinaro a Scandiano.

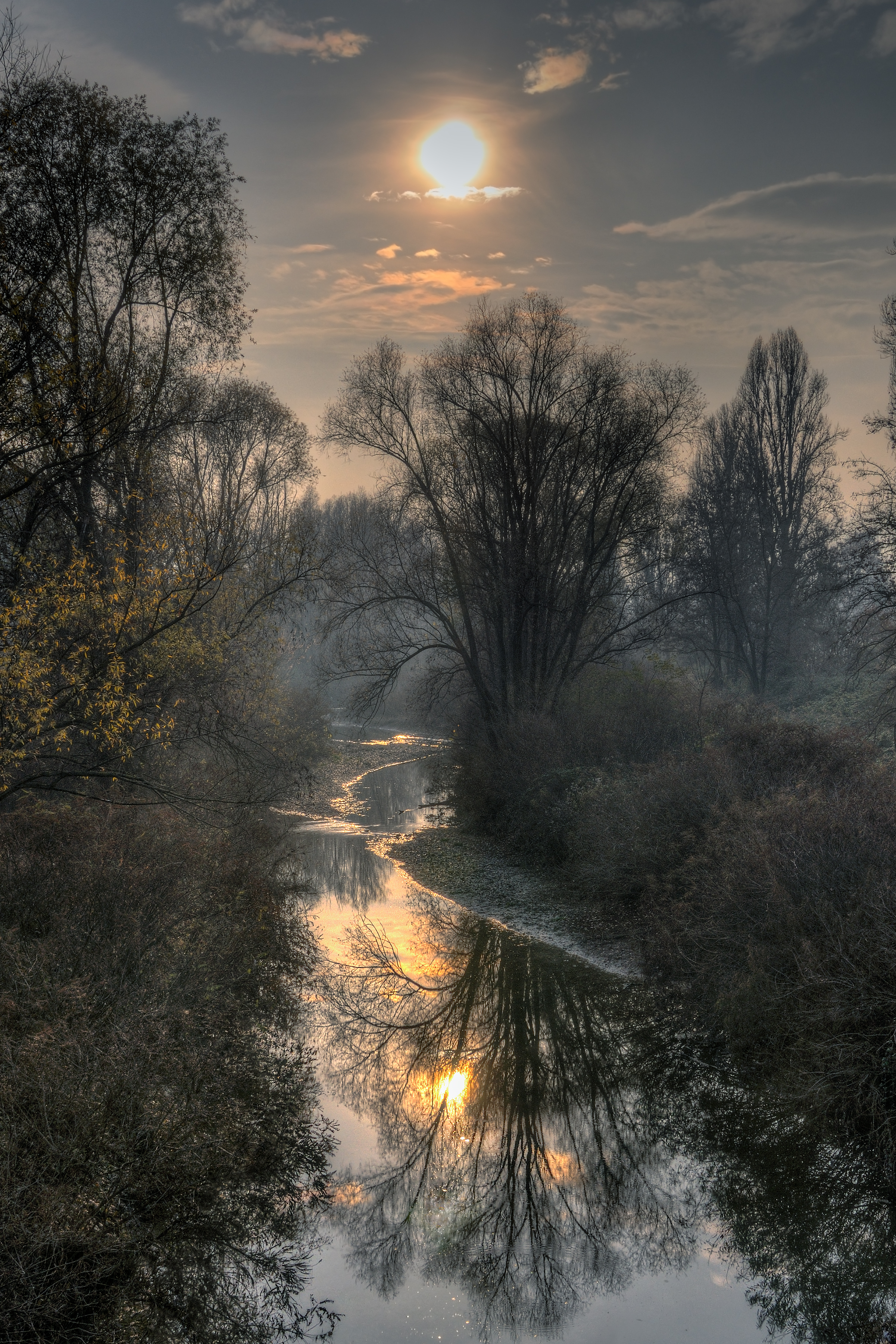
Il Tresinaro a Fellegara di Scandiano.

Il Tresinaro nasce alle pendici orientali del monte Gazzo presso la località di Sassocanino, nel comune di Castelnovo ne' Monti. Dopo aver lambito la zona industriale di Felina, scorre verso nord-est entrando nel territorio comunale di Carpineti dove, dopo aver ricevuto in destra idrografica il rio Lamburana ed il rio di Riana, bagna la frazione del Cigarello. Entrato in una stretta vallata e scorrendo parallelo alla strada provinciale 98, continua il percorso ricevendo a destra il rio San Prospero, e a sinistra i rii Giavello e Fontaello. Presso la località di Zoccadello il Tresinaro entra nel territorio comunale di Baiso e riceve in sinistra orografica il rio Dorgola. Continuando il suo percorso verso nord-est attraverso la vallata, bagna la località di Vedrina ed entra successivamente nel comune di Viano dove riceve in destra idrografica il rio Spigone.
Fatto il suo ingresso in un'aperta vallata lambisce, sulla sponda sinistra, l'abitato di Viano, segnando poi, sino alla località Felegheti, il confine con il limitrofo comune di Baiso. Oltre questo punto il torrente bagna i confini dei territori comunali di Scandiano e Castellarano e riceve alla destra orografica il rio delle Viole. Qui il Tresinaro forma un'ampia ansa verso nord-ovest e si dirige verso Rondinara, dove riceve alla sinistra il rio Faggiano, e dove prosegue poi verso nord, lambendo la località scandianesi di Mazzalasino, curvando poi verso nord-est e facendo il suo ingresso nella pianura Padana. Tocca quindi le frazioni di Iano, Cà de Caroli, Pratissolo ed infine bagna l'abitato di Scandiano, dove interseca la strada statale 467 e la ferrovia Reggio Emilia-Sassuolo.
Dopo aver lasciato il tessuto urbano scandianese, il Tresinaro forma un'ansa verso nord-est, lambendo le frazioni di Fellegara (dove il canale di Secchia passa sotto il suo alveo attraverso la "botte") e di Arceto, dove riceve in destra idrografica le acque del torrente Riazzone. Lasciata Arceto il Tresinaro continua il suo percorso verso nord-est, segnando il confine tra i comuni di Reggio Emilia e Casalgrande e lambendo le frazioni di Corticella e di San Donnino di Liguria. Nel suo ultimo tratto tocca la parte sud dell'abitato di Rubiera e, dopo aver intersecato la strada provinciale 51, sfocia nel Secchia a monte della via Emilia.
Anticamente, prima del suo allacciamento in Secchia, il suo percorso continuava nella pianura reggiana coincidendo grosso modo con quello dell'attuale Cavo Tresinaro, condotto idraulico irriguo e di scolo gestito dal Consorzio di Bonifica Emilia Centrale.

## Regime idrologico
Il regime del Tresinaro, come altri torrenti emiliani, presenta notevoli variazioni nella sua entità alternando lunghi periodi di magra o secca a piene brevi ed impetuose. Il bacino imbrifero di raccolta acque del Tresinaro è di 206 km2 mentre la portata media si attesta intorno a 2,48 m3/s presso la foce nel Secchia.

## Affluenti
Il torrente riceve diversi affluenti.
I principali sono:
Rio Dorgola (da sinistra)
Rio delle Viole (da destra)
Rio Faggiano (da sinistra)
Rio Riazzone (da destra)

## Comuni attraversati dal Tresinaro
- Castelnovo ne' Monti
- Carpineti
- Baiso
- Viano
- Castellarano
- Scandiano
- Casalgrande
- Reggio Emilia
- Rubiera

## Il canale di Secchia e la botte meravigliosa

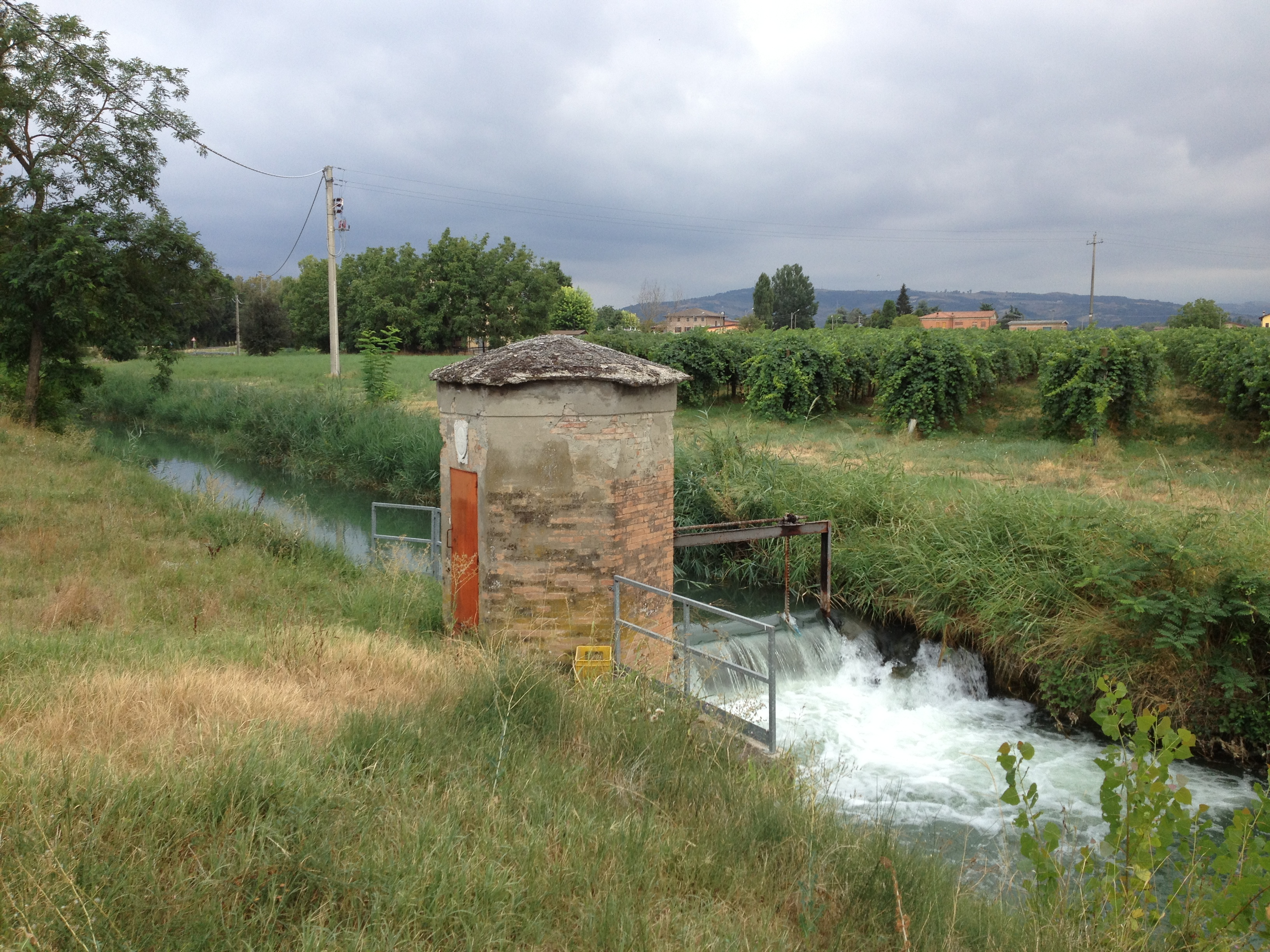
Il canale di Secchia a Villa Sabbione, provincia di Reggio nell'Emilia.

Nel 1185 fu aperto dal comune di Reggio Emilia un canale passante per Fellegara per portare l'acqua del Secchia in città: il Canale di Secchia.
Circa nel 1315, il torrente Tresinaro, che attraversava Fellegara e si andava ad impaludare a Sabbione, Roncadella e Masone, fu deviato, per andare a sfociare nel Secchia.
Intorno alla seconda metà del XV secolo, il duca Borso d'Este, onde evitare le continue rotture del canale sospeso che permettevano il passaggio delle acque del Secchia sopra a quelle del Tresinaro, fece costruire una sorta di botte coperta, cosiddetta "botte del canale di Secchia". Tale botte è un manufatto di pietra cotta in forma di un semicerchio schiacciato, con raggio di due metri e della lunghezza di 250 metri, giace sotto il letto del torrente a poca distanza dal paese. Giovanni Andrea Banzoli la definisce "Botte maravigliosa".

## Il Tresinaro nella letteratura
Il Tresinaro fu così descritto da Lodovico Ricci nella sua Corografia dei territori di Modena, Reggio, e degli altri stati già appartenenti alla casa d'Este del 1738